# 20. Festival des politischen Liedes
20. Festival des politischen Liedes fue el vigésimo y último evento del Festival de la canción política (en alemán: Festival des politischen Liedes) organizado por la Juventud Libre Alemana (FDJ) en el este de Berlín, en la época de la República Democrática Alemana. Se realizó entre el 9 y el 17 de febrero de 1990, con la participación de músicos y agrupaciones musicales de distintas nacionalidades.